# Godorfer Hafen
Der Godorfer Hafen (bis 1960 Wesselinger Hafen) ist der umschlagstärkste Kölner Hafen. Er liegt in Köln-Godorf am Niederrhein bei km 671,9 links.

## Geschichte
1901 eröffnete die Querbahn (HGK) im Auftrage der Cöln-Bonner Kreisbahn. Diese 7 Kilometer lange Güterverkehrsstrecke Brühl – Vochem – Berzdorf – Wesseling – Godorf führte zum Bau des Godorfer Hafens der 1901 in Betrieb ging. 1928 folgte die Inbetriebnahme des ersten Hafenbeckens. Der Wesselinger Hafen wurde 1960 umbenannt. Damals lagen sowohl Wesseling als auch Godorf im Landkreis Köln. Die Umbenennung wies auf die Neuausrichtung auf die Rheinland Raffinerie der Royal Dutch Shell in Godorf hin. Das damalige Ausbauprojekt wurde nach der Eingemeindung Godorfs nach Köln zurückgestellt. 1960/61 wurden der Ölhafen (Hafenbecken II) und der Gashafen (Hafenbecken III) eröffnet. 1992 ging die Köln-Bonner Eisenbahn (KBE) als Betreiber des Godorfer Hafens im Konzern Stadtwerke Köln auf. Der Godorfer Hafen wurde Teil der Häfen und Güterverkehr Köln AG. 2006 wurde der Güterverkehr auf der Rheinuferbahn eingestellt.
In den 1990er Jahren kam die Ausbau-Diskussion erneut auf. Neben wirtschaftlichen Argumenten führen Befürworter vor allem den Verkehrsnutzen als Grund an. Sie erwarten von der Erweiterung des Godorfer Hafens eine erhebliche Verkehrsentlastung in anderen Teilen Kölns. Kritiker des Ausbaus und vor allem die Anwohner vor Ort befürchten dagegen den Verlust eines Naherholungsraum des Kölner Südens und des Naturschutzgebiets Sürther Aue.
Er versorgt unter anderem die chemische Industrie der Region mit Mineralöl. Die geplante Erweiterung um ein viertes Hafenbecken war politisch umstritten; im September 2019 hat der Rat der Stadt Köln die Erweiterungspläne endgültig eingestellt.

## Infrastruktur
Der Godorfer Hafen verfügt zurzeit über drei Hafenbecken mit einer Wasserfläche von 192.900 Quadratmetern und eine Landfläche von 170.200 Quadratmetern. 2011 wurden dort rund 966.000 Tonnen Schüttgüter – vor allem Kies, Salz und Feuchthydrat – sowie fast 5 Millionen Tonnen flüssige und gasförmige Kohlenwasserstoffe umgeschlagen.
In den drei Hafenbecken werden hauptsächlich Schüttgüter und Flüssiggüter umgeschlagen. Von den Anlegeplätzen für den Umschlag von Flüssiggütern führen Pipelines direkt in die Werke der umliegenden Unternehmen Shell und Basell.
Direkt am Strom werden Schüttgüter (u. a. Kies, Ton, Kalkstein, Gips und Kalkstein) mit insgesamt 2 Portalwippdrehkränen umgeschlagen. Zwischen den beiden Portalwippdrehkränen befindet sich ein Trichter, dieser hilft bei der Beladung von Eisenbahnwaggons und überspannt die zwischen den Lagerboxen und dem Strom liegenden Gleise. Der Trichter kann anbei beide Krananlagen montiert werden.

## Verkehr
Am Hafen befindet sich ein Bahnhof der Häfen und Güterverkehr Köln AG. Ausziehgleise führen im südlichen und nördlichen Hafenbecken direkt bis auf die Kaianlagen. Die Anlegestellen im mittleren Hafenbereich sind nicht für den Schiff/Schiene-Umschlag erschlossen. Der Hafen liegt in der Nähe des Kölner Autobahnrings an der Ausfahrt Godorf der Bundesautobahn 555. Der ÖPNV bedient den Godorfer Hafen mit der Stadtbahn-Station Godorfer Bahnhof. Für die Personenschifffahrt und die Freizeitschifffahrt ist der Godorfer Hafen nicht geeignet.

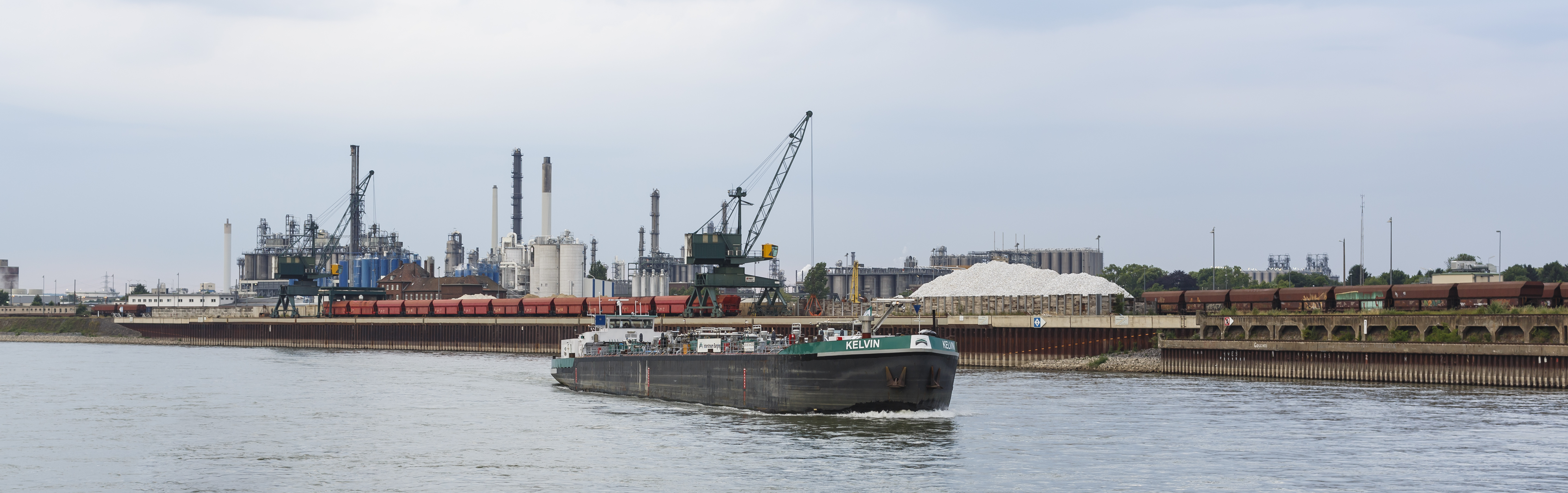
Tankschiff Kelvin im Godorfer Hafen
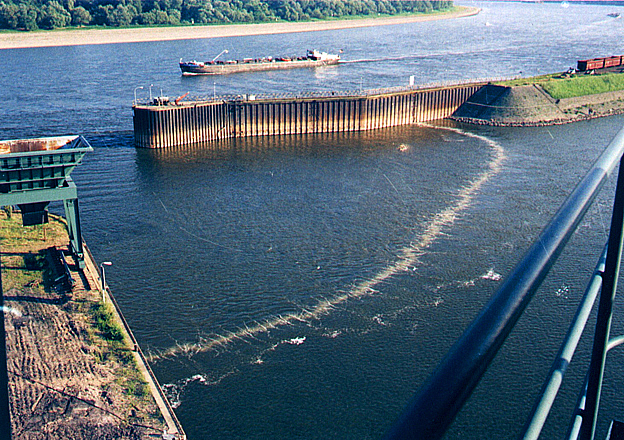
Druckluftsperre an der Hafeneinfahrt
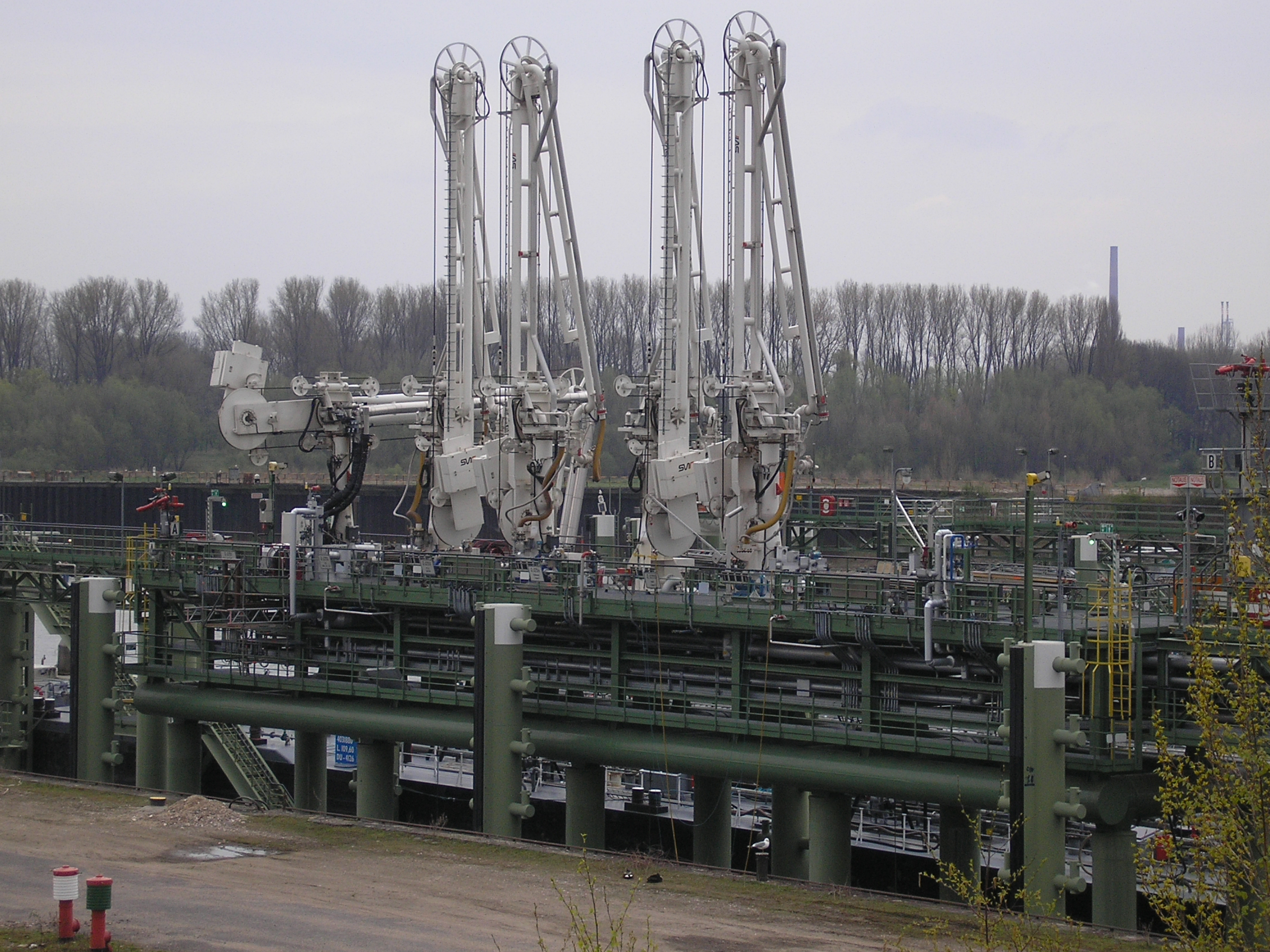
Flüssiggutlöschanlage
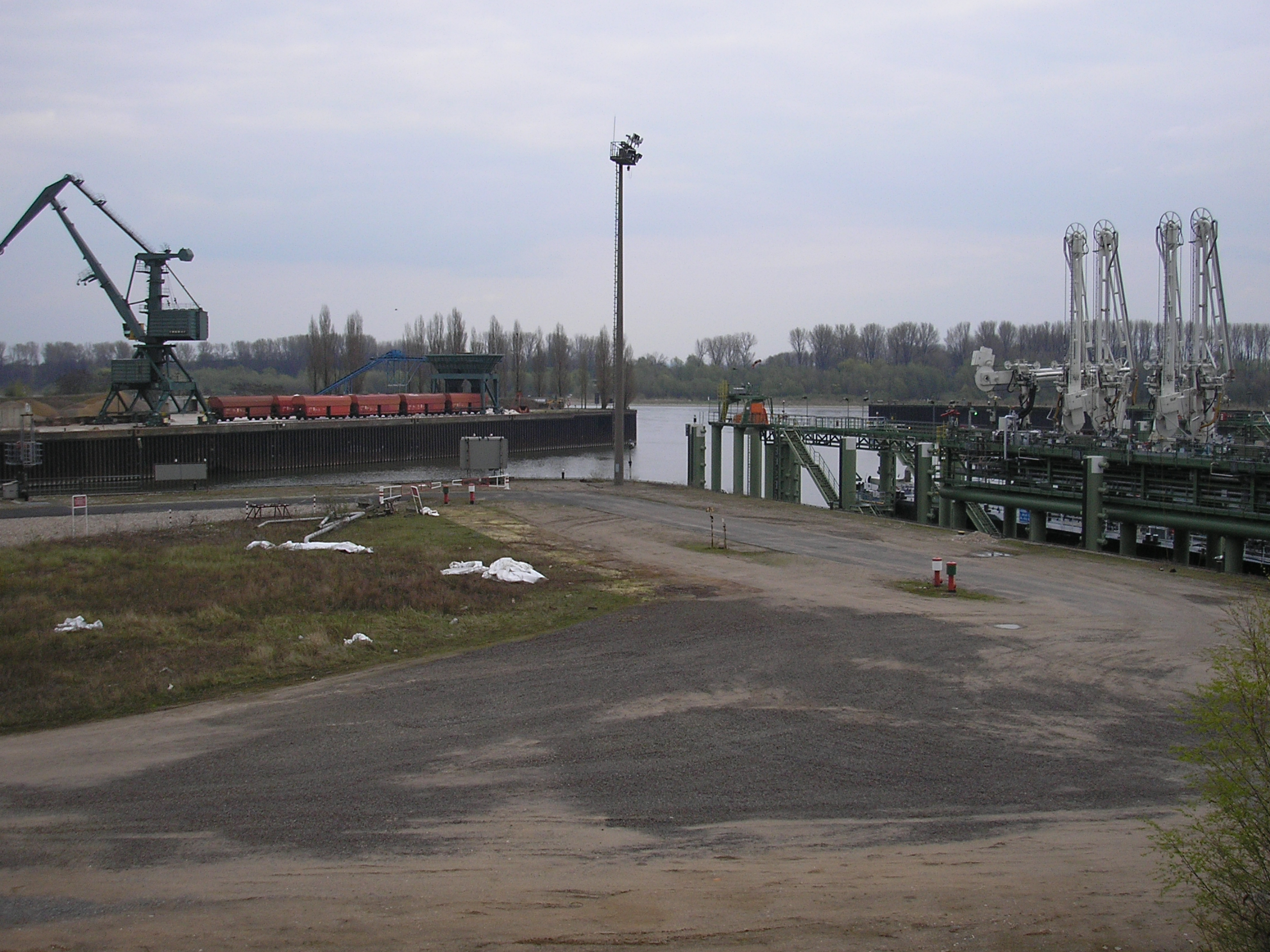
Godorfer Hafen, Einfahrt
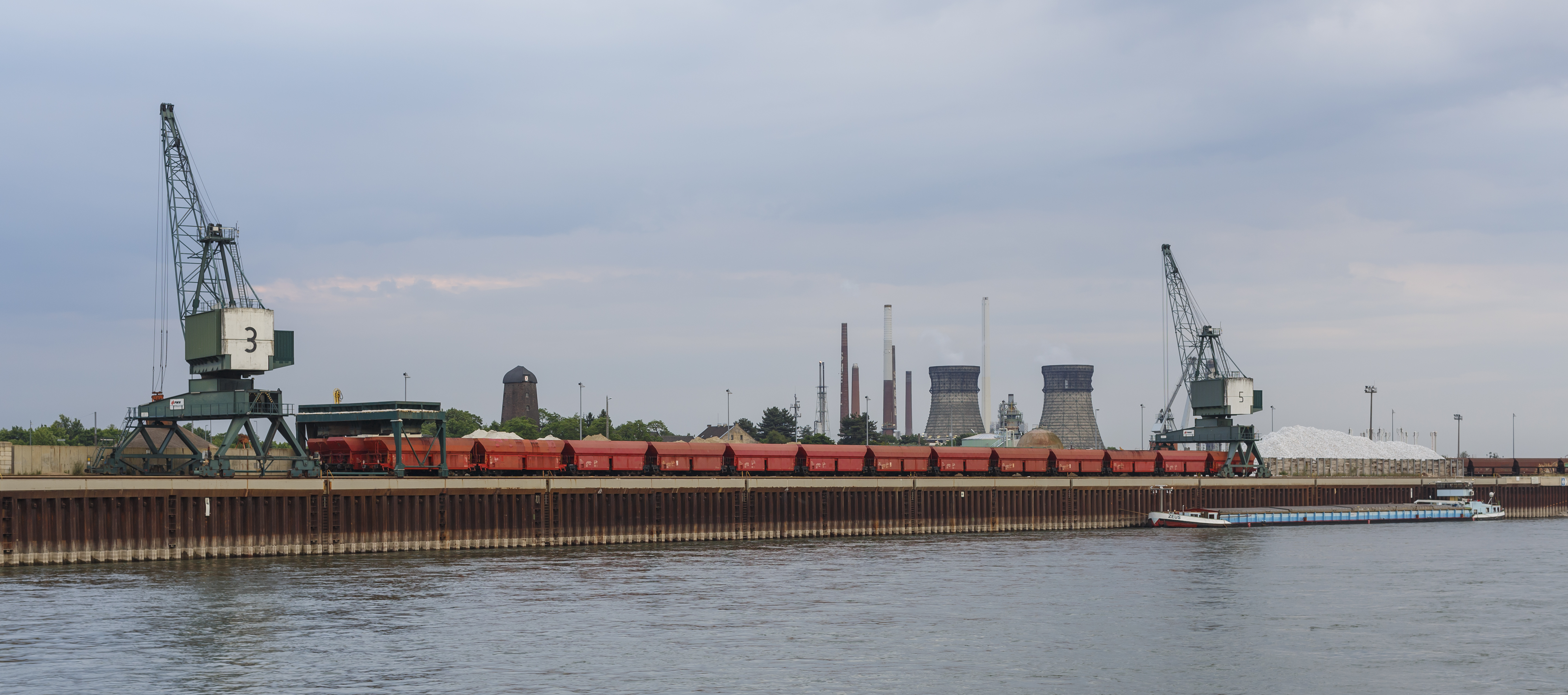
Schiff-Schiene-Umschlag im Godorfer Hafen
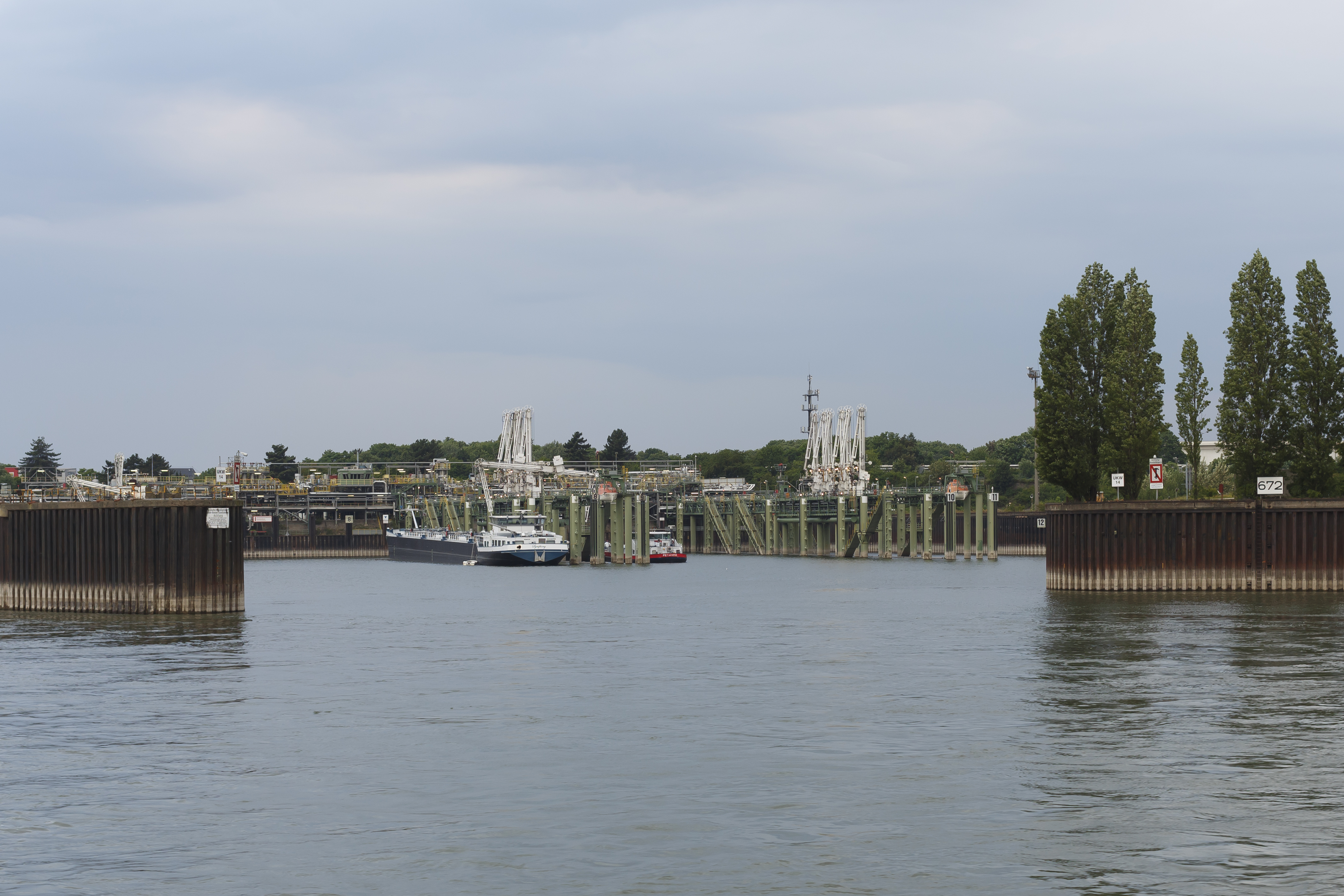
Der Ölhafen im Godorfer Hafen

## Kontroverse um die Erweiterung des Hafens

### Ausbaubefürworter

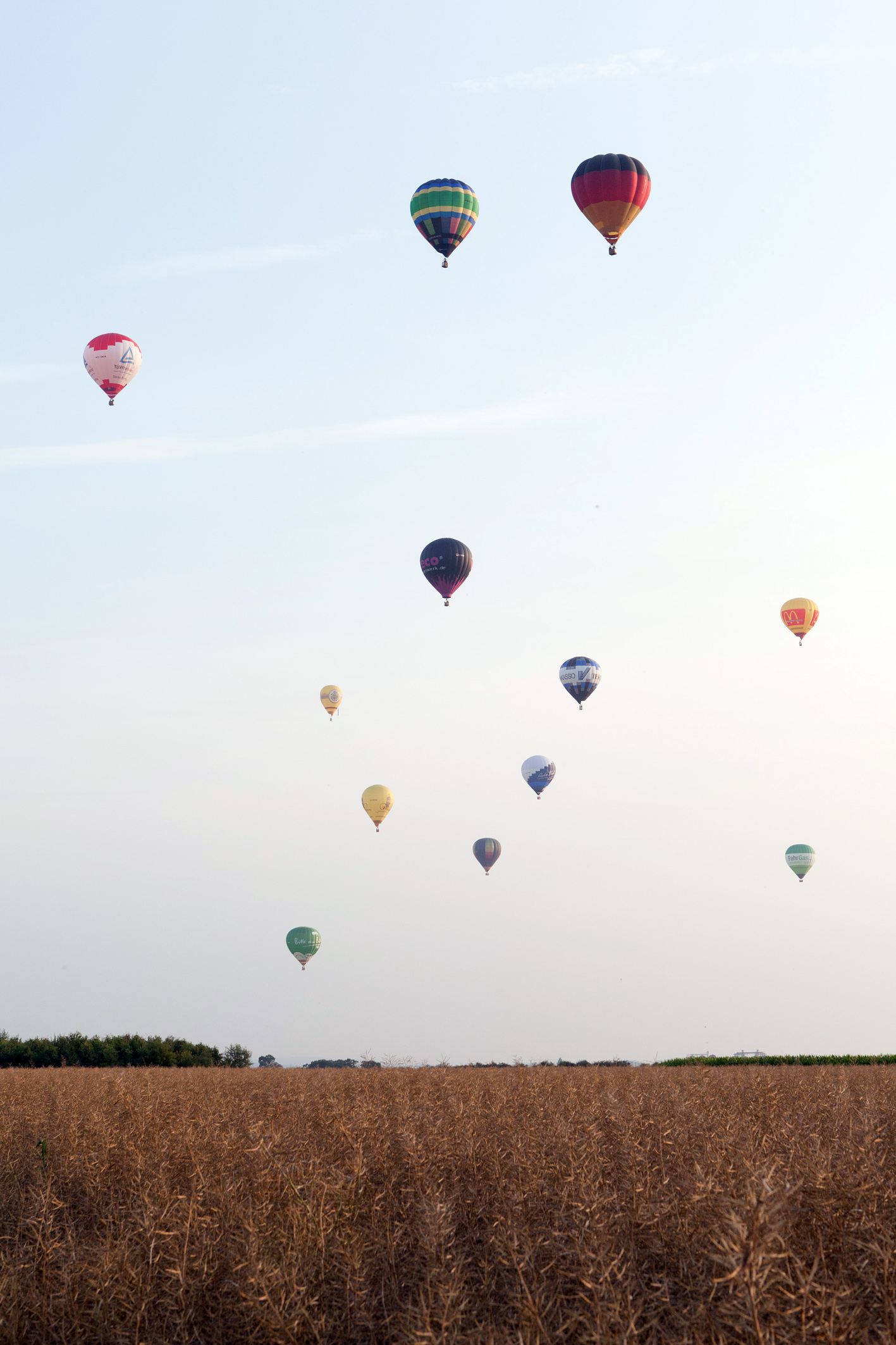
12 Heißluftballons zeigen, welches CO_{2}-Volumen der Ausbau des Godorfer Hafens spart.

Die Häfen und Güterverkehr Köln (HGK) strebt seit den 1980er/1990er Jahren den Ausbau um ein viertes Hafenbecken an. Im September 2006 beschloss die Bezirksregierung Köln die Planfeststellung zur Hafenerweiterung. Aufsichtsratsvorsitzender der HGK war zu diesem Zeitpunkt Johannes Eckard Waschek. Seit Januar 2010 sitzt der SPD-Politiker Michael Zimmermann dem Aufsichtsrat der HGK vor.
Die HGK will mit der Erweiterung auf das seit Jahren steigende Verkehrsaufkommen eingehen. Verkehrswissenschaftler prognostizieren eine Verdopplung des Lkw-Verkehrs in der Region bis zum Jahr 2025. Besonders im Containerverkehr seien hohe Wachstumsraten vorhanden, für die Kapazitäten ausgebaut werden müssten. Hier habe Köln einen Nachteil, da die Stadt nur über ein geeignetes Terminal verfüge. Allein durch den Wegfall von Transporten der Container aus Industrie-Unternehmen im Kölner Süden an den Niehler Hafen im Kölner Norden könnten pro Jahr mehrere Zehntausend Lkw-Fahrten quer durch das Kölner Stadtgebiet eingespart werden. In zahlreichen See- und Binnenhäfen würden die Kapazitäten für Container und Kombinierter Verkehr bereits angepasst. Auch in Köln sei dies bereits im Hafen Köln-Niehl geschehen. Auch im Hinblick auf die dort ansässige Industrie, die diesen Ausbau fordert, sei eine Stärkung des Godorfer Hafens wichtig. Deshalb unterstützen Industrie- und Handelskammer und Deutscher Gewerkschaftsbund den Ausbau. Ein verkehrswissenschaftliches Gutachten bestätigt einen hohen Bedarf an Flächen für den Containerumschlag im Kölner Süden.
Auch ein von der Stadt Köln in Auftrag gegebenes Gutachten des verkehrswissenschaftlichen Instituts der Universität zu Köln belegt diese positive Wirkung für den Standort Köln. Weitere Befürworter sind vor allem die Kölner SPD sowie die Kölner CDU.
Die Ausbaubefürworter argumentieren weiter, eine gute Infrastruktur sei ein wichtiger Standortfaktor für einen Industriestandort wie Köln. Er schaffe Arbeitsplätze und erhalte die Wettbewerbsfähigkeit. Dass mehr Containerumschlagkapazitäten benötigt würden, stehe angesichts des enormen Wachstums völlig außer Frage.
Am 5. Juli 2011 ließ die HGK 12 Heißluftballons in den Kölner Himmel aufsteigen. Damit wollte die Hafengesellschaft zeigen, welches Volumen an CO2 durch die Erweiterung des Godorfer Hafens täglich eingespart wird. Die HGK gibt an, dass pro Jahr 47 Millionen Lkw-Kilometer auf das Binnenschiff verlagert werden könnten und bezieht sich dabei auf das ein Gutachten, welches in ihrem Auftrag u. a. von dem Institut für Verkehrswissenschaft an der Universität zu Köln erstellt wurde. Laut HGK könnte der Lkw-Verkehr mit dem Ausbau des Godorfer Hafens reduziert werden und pro Tag rund 52.700 Kubikmeter CO2 – so viel wie die Füllmenge von 12 Heißluftballons – eingespart werden.

### Ausbaugegner
Kritische Beobachter sowie Anwohner vor Ort bestreiten die Notwendigkeit des Ausbaus. Sie verlangen, den Umschlag im rund 20 Kilometer entfernten Hafen Köln-Niehl I zu bewältigen. Ein von Ausbaugegnern erstelltes Gutachten stellt die Wirtschaftlichkeit in Frage. Weiterhin werden der Verlust des Überschwemmungsgebietes für die Innenstadt sowie von der Lagerung von Gefahrgut ausgehende Risiken befürchtet.
Naturschutzverbände argumentieren zudem, die Zerstörung des Naturschutzgebietes Sürther Aue durch die Hafenerweiterung sei unverhältnismäßig, und die von der HGK zur Erfüllung gesetzlicher Auflagen in Aussicht gestellten Ersatzflächen im Norden Kölns seien allein durch ihre räumliche Entfernung und die anders gelagerten Standortfaktoren und Biotoptypen trotz bereits erfolgter Investitionen der HGK von mehreren Millionen Euro für den Umweltausgleich nicht ausreichend, den Verlust zu kompensieren. Um einen geeigneten Ersatzlebensraum für die bedrohten Arten herzustellen, wäre die Bereitstellung einer ebenso großen Naturschutzfläche in Sürth mit einer vorlaufenden Entwicklungszeit von etwa 15 Jahren erforderlich. Die HGK lehnt wiederum einen solchen Vorlauf als unverhältnismäßig ab.

#### Ratsbeschluss und Bürgerbegehren
Im August 2007 beschloss der Rat der Stadt Köln mit einer absoluten Mehrheit der Stimmen (CDU und SPD, dagegen FDP, DIE LINKE und Grüne) den Ausbau des Godorfer Hafens. Die Ausbaugegner initiierten ein Bürgerbegehren gegen den Ratsbeschluss, es wurde am 30. November 2007 mit 37.808 der Stadt übergebenen Stimmbelegen abgeschlossen. Dieses wurde vom Rat der Stadt Köln mit juristischen Argumenten für unzulässig erklärt, das Verwaltungsgericht Köln bestätigte diese Sicht des Rates.

### Mahnwache in der Sürther Aue
Seit Sonntag, dem 25. Januar 2009, 15 Uhr findet eine Mahnwache in der Sürther Aue statt. Der Bund für Umwelt und Naturschutz (BUND) Köln gemeinsam mit der Aktionsgemeinschaft Contra Erweiterung Godorfer Hafen, dem NABIS e. V., Bündnis 90/Die Grünen und der Bürgerinitiative Kölner Baumschützer hat die Mahnwache eingerichtet, um die Rodung und Abholzung der Sürther Aue durch die Häfen und Güterverkehr Köln AG (HGK), zu verhindern. Ein erster Rodungsversuch am Donnerstag, 29. Januar 2009 wurde durch die Bürger vor Ort durch Umstellen eines Baggers verhindert.

### Gerichtliche Überprüfung und Baustopp
Mit drei Entscheidungen vom 11. August 2009, die am 2. September 2009 verkündet wurden, hob das Verwaltungsgericht Köln den Planfeststellungsbeschluss der Bezirksregierung aus formalen Gründen auf und stellte die aufschiebende Wirkung der Klagen gegen den Planfeststellungsbeschluss wieder her, was faktisch einen Baustopp bedeutete. Seitdem ruht die Baustelle. Gegen den Beschluss über die aufschiebende Wirkung legte die Bezirksregierung Beschwerde und gegen die den Planfeststellungsbeschluss aufhebenden Urteile Berufung ein. Am 29. Juli 2010 bestätigte das Oberverwaltungsgericht in Münster zunächst im vorläufigen Rechtsschutz die formalen Bedenken gegen den Planfeststellungsbeschluss der Bezirksregierung und bestätigte damit den Baustopp. Die HGK kündigte an, ein neues Genehmigungsverfahren zu beantragen. Mit zwei Urteilen vom 15. März 2011 wies dann das Oberverwaltungsgericht in Münster auch die Berufungen in der Hauptsache zurück, nachdem bereits die Bezirksregierung ihre Berufungen zurückgenommen hatte und nur noch der Vorhabenträger seine Berufungen weiter betrieben hatte. Das Verwaltungsgericht und das Oberverwaltungsgericht legten ihren Entscheidungen übereinstimmend die Auffassung zugrunde, dass über das gesamte Vorhaben kein einheitliches Planfeststellungsverfahren der Bezirksregierung hätte durchgeführt werden dürfen, sondern dass einzelne Verfahren über verschiedene Vorhabenbestandteile hätten durchgeführt werden müssen, für die nicht ausschließlich die Bezirksregierung zuständig gewesen wäre. Mit dem Hafenvorhaben selbst setzen sich die Entscheidungen hingegen kaum auseinander.

### Einwohnerbefragung durch die Stadt Köln
Nachdem das Oberverwaltungsgericht für das Land Nordrhein-Westfalen den erteilten Planfeststellungsbeschluss endgültig verworfen hatte, führte die Stadt Köln am 10. Juli 2011 eine Einwohnerbefragung durch. Stimmberechtigt waren alle Einwohner ab 16 Jahren. Der Rat der Stadt Köln hatte ein Quorum von 10 % festgelegt: Mindestens 87.901 Stimmen mussten auf eine der Antwortmöglichkeiten („Ja“ oder „Nein“) entfallen, damit sich der Rat in Form einer freiwilligen Selbstbindung an das Ergebnis der Einwohnerbefragung anschließt. Da das Quorum, mit 57.307 Ja- und 72.787 Nein-Stimmen, nicht erreicht wurde, besteht der Rechtszustand von vor der Befragung fort.

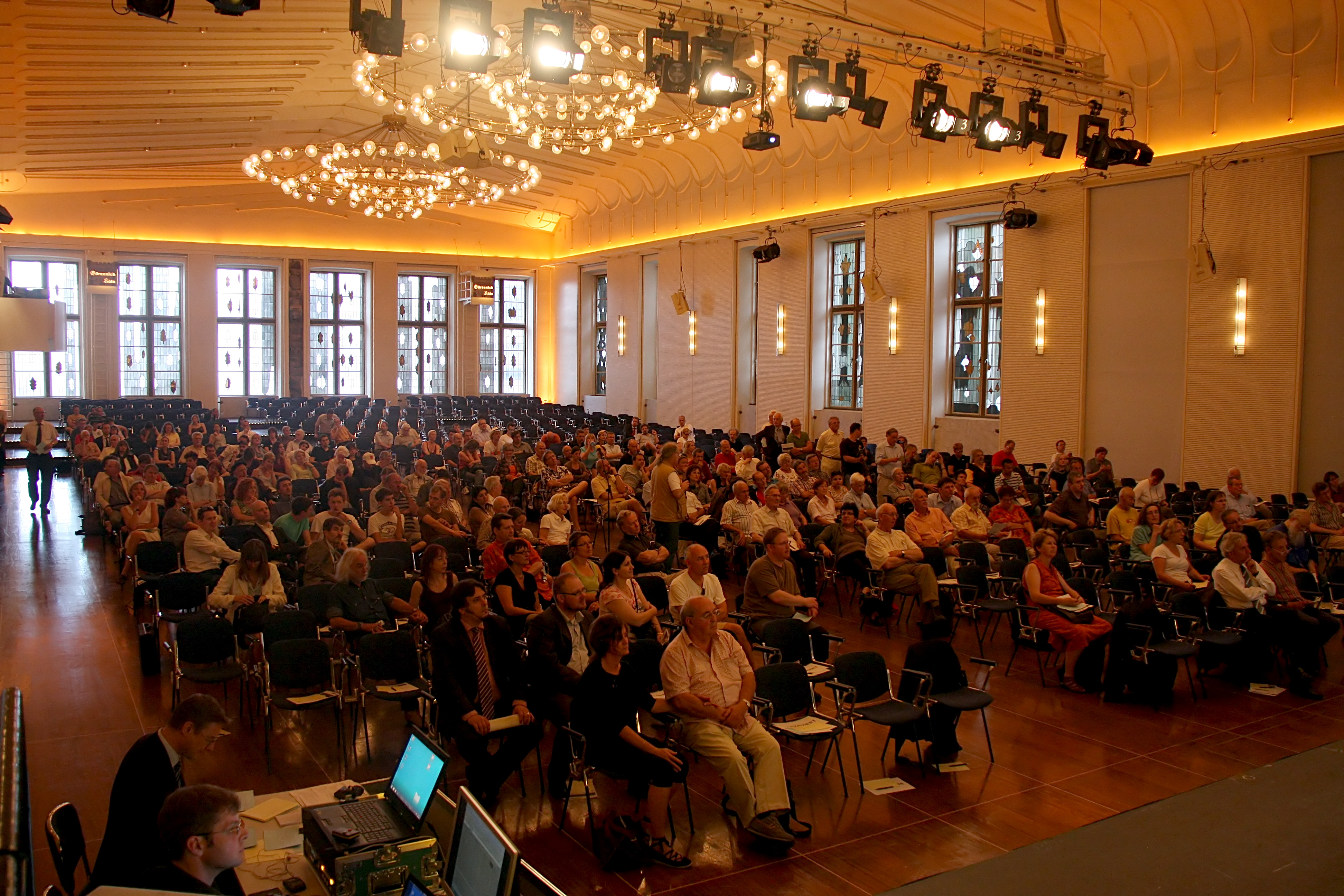
Informationsveranstaltung zum Ausbau des Godorfer Hafens
- Stimmzettel zur Einwohnerbefragung
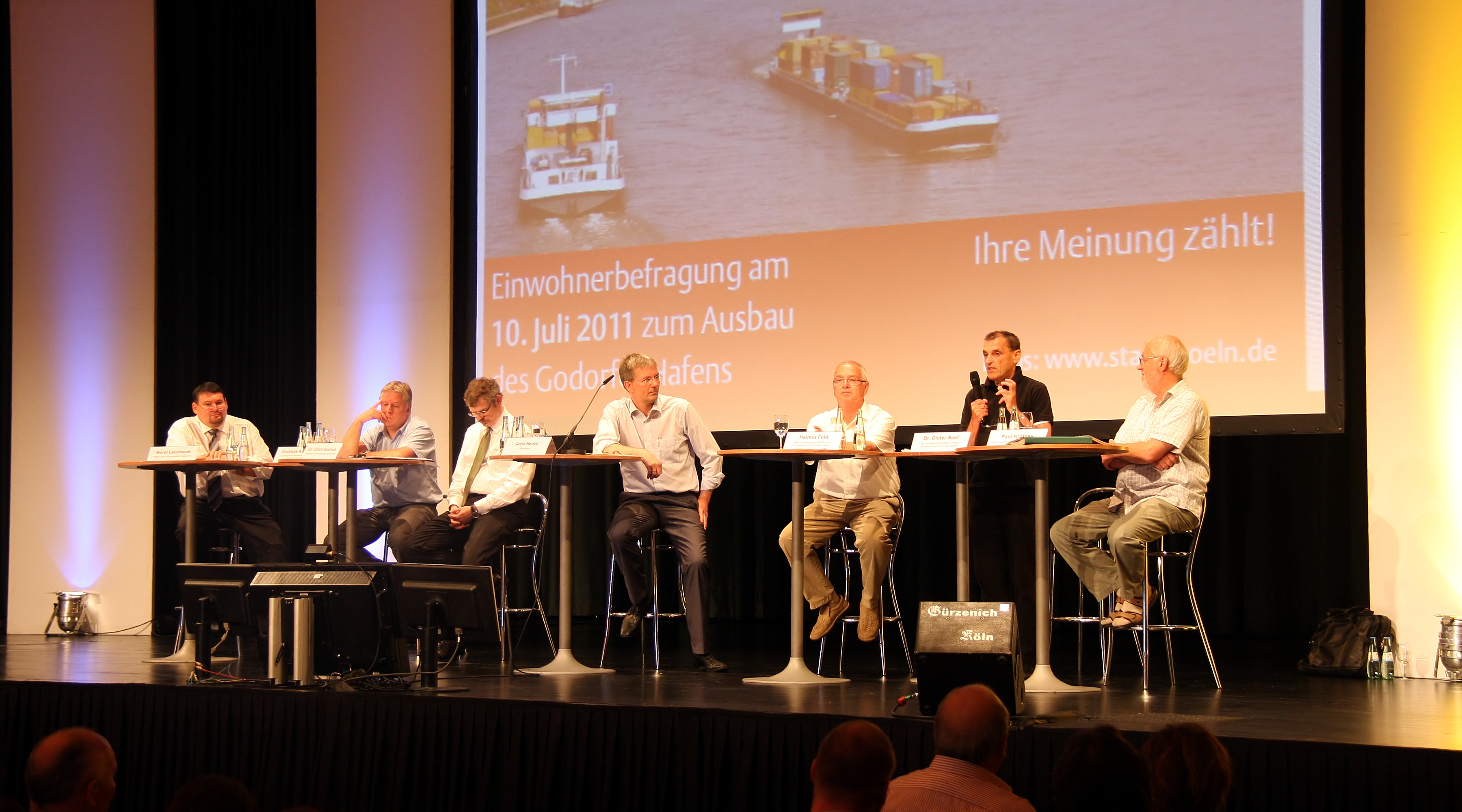
Informationsveranstaltung am 28. Juni 2011 im Gürzenich zum Bürgerbegehren

### Einstellung der Planungen
Im September 2019 stellte der Rat der Stadt Köln die Erweiterungsplanungen endgültig ein.

### Allgemeines
- Website der Häfen und Güterverkehr Köln AG zum Ausbau des Godorfer Hafens
- Homepage der HGK

- Riskantes Bauen in Überschwemmungsgebieten: Fallbeispiel Godorfer Hafen. In: hochwasser.de. Bürgerinitiative Hochwasser, Altgemeinde Rodenkirchen e. V., archiviert vom Original (nicht mehr online verfügbar) am 12. Juni 2022; abgerufen am 12. Juni 2022.

### Einzelpositionen
- Resolution der IHK-Vollversammlung zur Lage Kölns. In: ihk-koeln.de. IHK Köln, 14. Dezember 2005, archiviert vom Original (nicht mehr online verfügbar) am 26. September 2007; abgerufen am 12. Juni 2022.
- Wirtschaftsstandort Köln stärken – Straßen entlasten. SPD für zügigen Ausbau des Godorfer Hafens. In: koelnspd.de. 20. Februar 2015, abgerufen am 12. Juni 2022.
- Position von Bündnis 90/Die Grünen Köln
- Nein zum Ausbau des Godorfer Hafens!  (Themenseite). In: archiv.gruenekoeln.de. Abgerufen am 12. Juni 2022.
- Hafengutachten überzeugt nicht – Liberale werden den Ausbau in Godorf im Rat ablehnen. In: fdp-koeln.de. FDP-Fraktion im Rat der Stadt Köln, 4. August 2007, abgerufen am 12. Juni 2022.
- DIE LINKE zum Thema „Godorfer Hafen“. In: linksfraktion-koeln.de/. Archiviert vom Original (nicht mehr online verfügbar) am 28. März 2012; abgerufen am 12. Juni 2022.

### Initiativen
- Aktionsgemeinschaft Contra Erweiterung Godorfer Hafen